# Râul Corcotu
Râul Corcotu este un curs de apă, afluent al râului Șușița. 